# Fédération des Sept Feux
La Fédération des Sept Feux était une alliance politique du XVIIIe siècle entre des Autochtones du Québec. Elle était formée d’Autochtones catholiques et sédentaires installés dans des villages de la vallée du Saint-Laurent. Sault-Saint-Louis (Kahnawake) occupait la position centrale de l’alliance. Les autres villages étaient : Le Village-Huron (Wendake), Pointe-du-Lac, la mission de Saint-François-du-Lac (Odanak), Saint-Régis (Akwesasne), la mission de Bécancour (Wôlinak) et la mission du Lac-des-Deux-Montagnes (Kanesatake-Oka). Ces villages étaient formés de cinq nations autochtones soit les Hurons-Wendats, les Abénakis, les Algonquins, les Népissingues ainsi que de les Mohawks (Iroquois). La date exacte de la formation de cette fédération est inconnue, car on ne sait pas si elle a été formée sous le Régime français ou bien sous le Régime britannique.

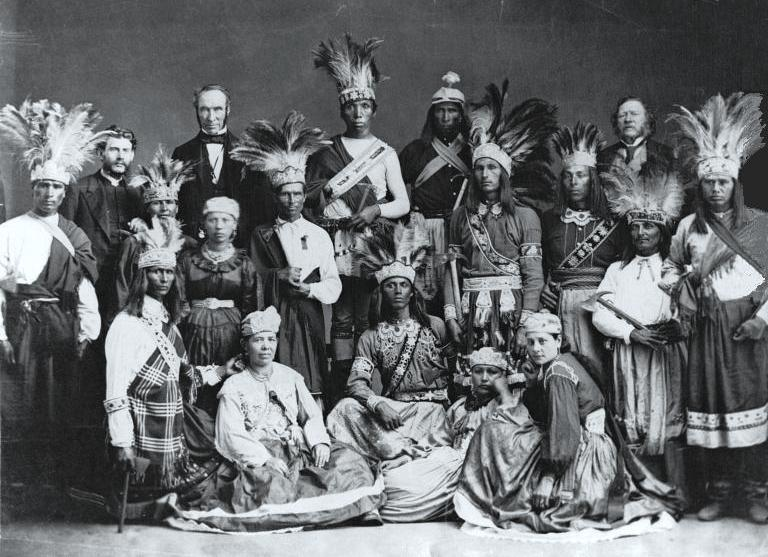
Mohawks, Kahnawake, 1869

## Avant la Conquête de 1760
Même si l’existence formelle de la fédération daterait du Régime anglais, cette dernière semble avoir des origines qui dateraient d’environ 1700, soit sous le Régime français. Le terme « Fédération des sept feux » n’apparaît sur aucun document des archives françaises comme étant une alliance politique. De nombreuses sources affirment cependant que les domiciliés, communément appelés « sauvages » par les Français, auraient entretenu des rapports entre eux bien avant l’arrivée du Régime anglais. Les domiciliés étaient des autochtones établis sur le territoire français. Cela amène donc la possibilité que la fédération existait déjà avant la Conquête anglaise. Un document datant de 1705 concernant les rapports entre des Iroquois de Kahnawake et des Abénaquis suggérerait qu’il y avait déjà une alliance politique à cette époque. Ce document aurait été envoyé par un chef iroquois à un chef abénaquis. Il y aurait eu notamment des échanges de wampum entre ces nations, cela laisse croire qu’après avoir été des ennemis, ces deux nations seraient devenues alliées et qu’il y aurait existé dès lors, un réseau politique et commercial indépendant du Régime français. Kahnawake, qui se situe en bordure du fleuve Saint-Laurent près de Châteauguay était le village le plus important de la Fédération des sept feux,.

## Après la Conquête de 1760
On sait catégoriquement que Kahnawake servait de centre à un réseau d’alliance, notamment en raison de la population, qui était la plus grande parmi les nations autochtones soit d’environ 1000 habitants en 1830. Ce village était formé d’agriculteurs, fermiers, chasseurs, guerriers et d’artisans. On sait que bien avant la Conquête de 1760, les Anglais ont tenté à plusieurs reprises d’entrer en contact avec les nations autochtones afin de rendre plus facile le commerce des fourrures, mais aussi afin d’obtenir une certaine paix avec les autochtones, qui menaçaient constamment les frontières britanniques et ce même après la Grande paix de Montréal en 1701.  En 1746, le commissaire aux Affaires indiennes d’Albany a mentionné que les autochtones de Kahnawake étaient venus amicalement à plusieurs reprises sur leurs territoires, non seulement en leur nom, mais aussi au nom de plusieurs autres nations. Cela permet de croire qu’une alliance était bel et bien fondée entre les autochtones domiciliés dans la vallée du Saint-Laurent et les autorités britanniques. Avant la conquête, les Britanniques ont signé trois traités qui sont venus consolider leur alliance avec les autochtones, soit en 1735, en 1742 et en 1753. Le traité de 1735 évoquait notamment que si une guerre devait survenir entre la France et la Grande-Bretagne, les autochtones domiciliés au Canada devraient de se battre aux côtés des Britanniques. Celui de 1742 avait pour objectif de renouveler un traité de neutralité et de commerce entre les Britanniques et les autochtones. Les représentants des nations autochtones provenaient de Kahnawake. Finalement, le traité de 1753 a été écrit dans le but de renouveler la vieille « Chaîne du Covenant » ,,.

## Fonctionnement
Le mot « feu » est en fait un symbole qui représentait les conseils de chaque nation. Aussi appelé la « confédération des sept nations », ce regroupement autochtone avait une base politique bien établie entre cinq nations autochtones soit les Hurons, les Abénaquis, les Algonquins, les Nipissingues ainsi que les Iroquois. En plus d’être un pont pour les échanges commerciaux, notamment pour le commerce de fourrures, la fédération des sept feux était aussi une organisation politique. Toutes ces nations étaient de religion catholique. Lorsque les nations se réunissaient et qu’une décision devait être rendue par la fédération, elle devait faire l’unanimité auprès des membres. Dans le but de respecter cette règle, le nombre de nations n’était pas toujours le même. En effet, comme la fédération était formée de cinq nations autochtones réparties dans sept villages distincts, lorsqu’il y avait un litige concernant une question, un village comptant des autochtones de nations différentes  pouvait se rendre au grand feu de Kahnawake afin de faire valoir leur point de vue en tant que plusieurs nations. L’inverse était aussi possible, c’est-à-dire qu’une nation autochtone répartie dans plusieurs villages pouvait se réunir et ne former qu’un seul feu. Le consentement des feux de chacune des nations était cependant nécessaire. En effet, le feu de Kahnawake allait régulièrement sur le territoire britannique afin de consolider les alliances aux noms de tous les autres feux, comme lors des traités de 1735, 1742 et 1753.